# Сюкеєво
Сюке́єво (рос. Сюкеево, тат. Сөйки тат. (лат) Söyki) — село в Камсько-Устьїнському районі, що у Татарстані, Російська Федерація. Село розташоване за три кілометри від Волги, на її правій притоці — невеличкій річечці Мордовская. Населення села за переписом 1989 року становило 792 мешканців, станом на 1997 рік — 750 осіб.

## Розбудова села
В селі є середня школа. З-поміж сільсько-господарських галузей наявні рослинництво та молочне скотарство. Поруч із селом наявні поклади гіпсу, сірки та бітума.

## Історія
Засноване у період Казанського ханства. 
В XIX столітті село було відоме своїми цегляними та столярними промислами. Поблизу села добувався та оброблявся вапняк. Поруч із селом були Сюкеївські печери, що були затоплені та зруйнувалися у 1958 році внаслідок створення Куйбишевського водосховища.
10 липня 2011 на Волзі, поруч із селом затонув теплохід Булгарія, внаслідок чого загинуло більше сотні людей.

## Клімат
Село знаходиться помірно-континентальній кліматичній зоні.
| Клімат Сюкеєво          | Клімат Сюкеєво | Клімат Сюкеєво | Клімат Сюкеєво | Клімат Сюкеєво | Клімат Сюкеєво | Клімат Сюкеєво | Клімат Сюкеєво | Клімат Сюкеєво | Клімат Сюкеєво | Клімат Сюкеєво | Клімат Сюкеєво | Клімат Сюкеєво | Клімат Сюкеєво |
| Показник                | Січ.           | Лют.           | Бер.           | Квіт.          | Трав.          | Черв.          | Лип.           | Серп.          | Вер.           | Жовт.          | Лист.          | Груд.          | Рік            |
| Середня температура, °C | −10,8          | −10,8          | −5,7           | +4,6           | +13,5          | +18,4          | +20,4          | +17,8          | +12,2          | +4,5           | −4,6           | −10            | +4,1           |
| ----------------------- | -------------- | -------------- | -------------- | -------------- | -------------- | -------------- | -------------- | -------------- | -------------- | -------------- | -------------- | -------------- | -------------- |